# Blepharosis coctilis
Blepharosis coctilis là một loài bướm đêm trong họ Noctuidae.